# Pergam
Pergam (grčki: Pérgamon, τὸ Πέργαμον; latinski: Pergamum) je antički grad iznad doline Bakirçay u sjeverozapadnom dijelu Male Azije, nedaleko od današnje Bergame u Turskoj.
Za vrijeme helenizma bio je razvijeno utvrđeno središte Pergamske države dinastije Atalida i središte znanja antičkog svijeta. Sam grad bio je podijeljen na donji grad s tržnicama, srednji grad s gimnazijem i svetištima, te gornji grad s Ateninim hramom iz 3. st. pr. Kr. Najveći uspon Pergam je doživio u doba vladanja kraljeva Atala I. Sotera i Eumena II.
Pergamska knjižnica (s oko 2000 svitaka) ubrajala se, uz aleksandrijsku, u vodeće knjižnice helenističkog kulturnog kruga. Otkrili su je njemački arheolozi prilikom iskapanja 1878. – 1886. Pergament (pergamena), pisaći materijal dobiven preradom kože ovaca ili koza je dobio ime upravo prema gradu Pergamu. Naime, u 2. st. pr. Kr., zbog naraslih potreba novoosnovane kraljevske knjižnice i nakon što su egipatski vladari zabranili izvoz papirusa u taj grad, Pergam je bio primoran povećati proizvodnju pergamenta.
Monumentalni hramovi, kazališta, stoa i trijemovi, gimnazija, oltar i knjižnice na akropoli izgrađeni su na kosom terenu brda, okruženi gradskim zidinama. U 19. stoljeću otkriven je i Zeusov žrtvenik u Pergamu, podignut 180. pr. Kr. u slavu zajedničke pobjede Pergama, Rimljana i Rodosa nad sirijskim vladarom Antiohom III. (189. – 182. pr. Kr.). Cijeli hram je zapravo pobjeda skulpture nad arhitekturom; građevina je podređena kiparskim ukrasima slobodnih skulptura dotad neviđene pokretljivosti i reljefa dramatičnih situacija borbe bogova i giganata, kao i prizorima iz života Telefa, legendarnog utemeljitelja Pergama. Zeusov žrtvenik je danas rekonstruiran u Staatliche Museen u Berlinu (Pergamski muzej).
Svetište Kibele nalazi se isklesano u stijeni na sjeverozapadu drugog brda i vizualno je povezano s akropolom. 
Kasnije grad je postao glavni grad rimske provincije Azije, poznato po svom lječilištu odmah izvan grada, Asklepijevom svetištu. U gradu se nalaze i ostaci rimskih zdanja kao što su kazalište, stadion i amfiteatar. Krajolik na nižim padinama okolo akropole sadrži i mnoge grobne humke i ostatke rimskih, bizantskih i osmanskih građevina oko modernog grada Bergama.
- Gradske zidine Pergama
- Atenin hram
- Pergamska agora
- Izvorna lokacija Zeusova žrtvenika u Pergamu
- Zeusov žrtvenik iz Pergama, Nacionalni muzej u Berlinu.